# Steniodes acuminalis
Steniodes acuminalis là một loài bướm đêm trong họ Crambidae.